# Pidpyłypja

Herb Podfilipskich Ciołek

Pidpyłypja (ukr. Підпилип'я, pol. hist. Podfilipie) – wieś na Ukrainie, w obwodzie chmielnickim, w rejonie kamienieckim, nad Zbruczem, na przeciw wsi Podfilipie.

## Historia
Na początku XVI w. miasteczko założone na prawie magdeburskim z mocy przywileju z 1510 r. króla Polski Zygmunta I w nagrodę za służbę Jakuba Podfilipskiego, kasztelana kamienieckiego.
Gniazdo rodowe Podfilipskich, polskiej szlacheckiej rodziny senatorskiej pieczętującej się herbem Ciołek, pochodzącej z Podola. Nazwisko wzięła w pierwszej połowie XV w. od Podfilipia.

## Dwór
- parterowy dwór wybudowany w drugiej połowie XVIII wieku w stylu klasycystycznym przez Podfilipskich istniał do 1918[1][2]. Od frontu portyk z czterema kolumnami przedzielonymi na piętrze balkonem, po bokach oficyny z wysuniętymi frontami. Obok park schodzący tarasami do Zbrucza[3].

## Zobacz
- Podfilipie (rejon borszczowski)